# Abbildungsgesetz
Unter Abbildungsgesetz versteht man in der Optik die mathematische oder geometrische Beschreibung des Zusammenhanges des Objektes und des Bildes.
Diese sind auf optische Systeme, wie z. B. Linsen und Spiegel anwendbar. Für eine weitere Beschreibung siehe optische Abbildung.
Das Abbildungsgesetz lautet:
{\displaystyle V={\frac {B}{G}}={\frac {b}{g}}} ,
wobei V der Abbildungsmaßstab, G die Gegenstandsgröße, B die Bildgröße, g die Gegenstandsweite und b die Bildweite ist. Das Abbildungsgesetz folgt direkt aus dem Strahlensatz.